# Se li conosci li eviti
Se li conosci li eviti è un libro-inchiesta di Peter Gomez e Marco Travaglio scritto prima delle elezioni politiche del 2008 il cui argomento è (testualmente):

## Contenuto
Il libro contiene un grande numero di informazioni su molti dei candidati alle elezioni politiche del 2008. Dei parlamentari è riportata la carriera politica, citazioni (spesso in contrasto tra di loro), la fedina penale e la percentuale di assenze alle votazioni per quelli che già erano stati eletti in Parlamento nella legislatura precedente.
Lo scopo di questo libro, secondo gli autori stessi, è quello di aiutare i cittadini ad orientarsi tra le liste elettorali e conoscere meglio i candidati, in modo da fare una scelta più ragionata. Il libro è composto da due parti principali.

### Le nostre liste
Nella prima, piuttosto breve in verità, intitolata "Le nostre liste", i due autori cercano innanzitutto di elencare un certo numero di parlamentari uscenti che, a loro avviso, si sono comportati bene e sarebbero da riconfermare nella nuova legislatura. Alcuni di questi, fanno notare gli autori, non sono stati ricandidati dai partiti.
Vengono poi elencati anche i parlamentari, considerati "buoni", che hanno votato no alla legge Mastella sulle intercettazioni e sì al cosiddetto emendamento Licandro. Quest'ultimo si proponeva di rendere incompatibile la carica di componente della commissione parlamentare antimafia per i condannati in via definitiva per reati contro la pubblica amministrazione e per coloro che prestano assistenza legale a tali imputati. L'emendamento fu respinto a larghissima maggioranza alla Camera il 6 luglio 2006.
Infine, sono presenti una serie di liste di "cattivi" secondo gli autori. Sono elencati:
- coloro che hanno votato sì alla legge sull'indulto (chiamata "legge vergogna" dagli autori in un'altra sezione del libro);
- i parlamentari intervistati dalla trasmissione televisiva Le Iene che non hanno saputo rispondere o hanno risposto non correttamente a semplici domande di cultura generale;
- quelli che hanno parenti o amici intimi anch'essi parlamentari o candidati;
- quelli che hanno fatto dichiarazioni contro la libertà di stampa;
- quelli implicati in uno scandalo relativo al Commissariato straordinario per l'emergenza dei rifiuti in Campania;
- quelli che, secondo un'inchiesta dei giornalisti dell'Espresso Marco Lillo e Emiliano Fittipaldi, hanno acquistato case a Roma a prezzi fuori mercato.

### Le loro liste
Nella seconda parte del libro, chiamata "Le loro liste", sono invece presenti le schede di 157 candidati, di tutti gli schieramenti politici, così suddivisi:
- Popolo della Libertà e Lega Nord: 100;
- Udc e Rosa Bianca: 14;
- La Destra: 2;
- Aborto? No grazie: 1;
- Partito Democratico: 33;
- La Sinistra l'Arcobaleno: 4;
- Socialisti Democratici Italiani: 3.

Sono presenti anche schede riferite ai maggiori leader politici italiani, come Silvio Berlusconi, Walter Veltroni, Gianfranco Fini, Pier Ferdinando Casini, Massimo D'Alema, Umberto Bossi  e Piero Fassino solo per citare i più noti.
Le schede sono composte da:
- Anagrafe: luogo e data di nascita;
- Curriculum: note biografiche e carriera politica;
- Soprannome (se esiste);
- Segni particolari: sono elencati in sostanza i motivi (non penali) che secondo gli autori renderebbero sconsigliabile la candidatura del soggetto;
- Fedina penale: elenco degli eventuali procedimenti definitivi o in corso a carico del soggetto;
- Frase celebre: una citazione particolarmente significativa (in negativo);
- Assenze: se il soggetto è già stato parlamentare, la percentuale di assenze nella legislatura precedente.

### Appendice
Il libro si conclude con un'appendice nella quale è presente un confronto per sommi capi tra i programmi elettorali delle due principali coalizioni politiche, cioè quella composta da Popolo della Libertà e Lega Nord e quella composta da Partito Democratico e Italia dei Valori. È presente inoltre un capitolo in cui vengono elencate e analizzate le cosiddette "leggi vergogna" approvate dai due precedenti governi, cioè quello di Silvio Berlusconi nel periodo 2001-2006 e quello di Romano Prodi del 2006-2008.

## Edizioni
- Peter Gomez, Marco Travaglio, Se li conosci li eviti, seconda ed., collana Principio Attivo, Chiarelettere, 2008,  pp. 574, cap. due, più introduzione e appendice, ISBN 978-88-6190-054-7.